# Carl Heinrich Schultz
Carl Heinrich Schultz (Zweibrücken, 30 de junho de 1805 — Deidesheim, 17 de dezembro de 1867), frequentemente designado por Bipontinus, foi um médico e botânico alemão.

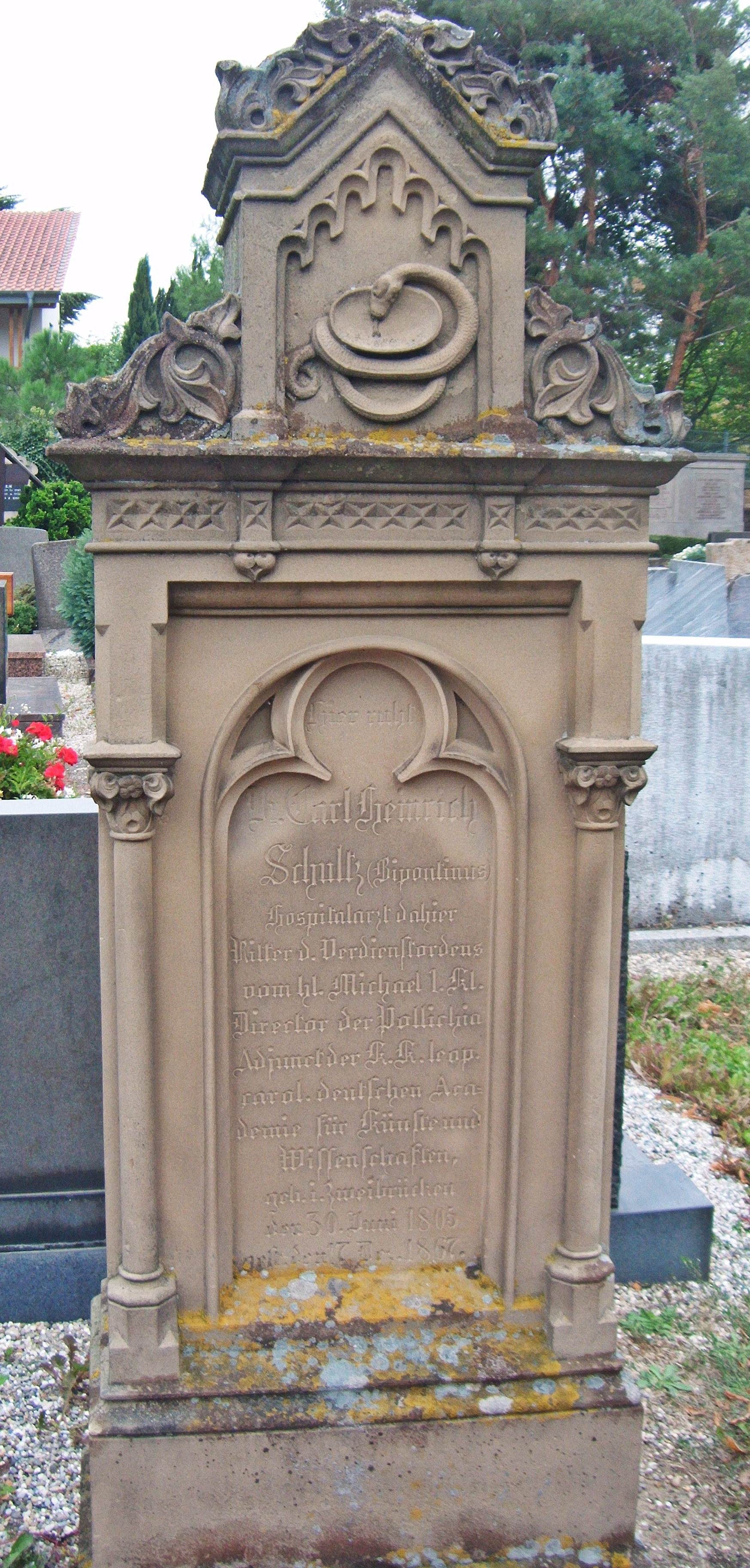
Sepultura em Deidesheim